# Слейд, Дэвид
Дэ́вид Слейд (англ. David Slade; род. 26 сентября 1969) — британский кинорежиссёр, который начинал свою карьеру, снимая музыкальные клипы. Среди его работ видеоклипы для таких артистов, как Aphex Twin, Роб Дуган, System of a Down, Stone Temple Pilots, Тори Эмос и Muse.
Его первый полнометражный фильм «Леденец» был выпущен в 2006 году компанией Lions Gate Entertainment, которая приобрела этот независимый фильм на кинофестивале «Сандэнс».

## Фильмография

### Музыкальные клипы
- Aphex Twin — «Donkey Rhubarb»
- Роб Дуган — «Clubbed to Death»
- Stone Temple Pilots — «Sour Girl»
- Тори Амос — «Strange Little Girl»
- Muse — «Hyper Music, Feeling Good»
- Muse — «Bliss»
- Muse — «New Born»
- System of a Down — «Aerials»
- AFI — «Girl's Not Grey»

### Короткометражные фильмы
- Do Geese See God? (2004)
- MEATDOG: What’s Fer’ Dinner (2008)[1]

### Полнометражные фильмы
- 2005 — «Леденец»
- 2007 — «30 дней ночи»
- 2010 — «Сумерки. Сага. Затмение»
- 2023 — «Тёмная жатва»

### Телесериалы
- «Во все тяжкие», сезон 4 эпизод 3 — «Открытый дом» (2011)
- «Пробуждение», сезон 1 эпизод 1 — «Пилотная серия» (2012)
- «Ганнибал»: исполнительный продюсер сериала и режиссёр пяти эпизодов (2013—2014)
- «Чёрное зеркало»
  - Эпизод 4x05 — «Металлист» (2017)
  - «Чёрное зеркало: Брандашмыг» (2018)
  - Эпизод 7x05  — «Игрушка» (2025)